# Richard LeGrand
Richard LeGrand (29 de agosto de 1882 – 29 de junio de 1963) fue un actor de nacionalidad estadounidense, conocido principalmente por sus personajes cómicos en diferentes producciones radiofónicas.

## Biografía
Nacido en Portland, Oregón, LeGrand trabajaba en el teatro en bambalinas, pero a causa de la ausencia de un actor, hubo de debutar en escena en su sustitución. A partir de entonces continuó en el teatro, trabajando en dramas, comedias musicales, shows itinerantes y en vodevil.
LeGrand fue conocido por su papel de Peavey en The Great Gildersleeve, personaje que igualmente interpretó en tres de las adaptaciones al cine del show, siendo la más importante para él Gildersleeve on Broadway (1943). También tuvo un papel regular en Fibber McGee and Molly, el de Ole, a partir del 15 de febrero de 1949, justo cuando dicho show empezaba su declive. Otro de sus papeles más destacados fue el del padre de Phil Harris en el Phil Harris Alice Faye Show desde marzo de 1954 hasta el fin de la serie en mayo de ese año. LeGrand también actuó en One Man's Family y en la versión cinematográfica de I Love a Mystery. 
Richard LeGrand falleció en 1963 en Los Ángeles, California.